# Ferenc Szilveszter
Ferenc Szilveszter (ur. 26 listopada 1971) – węgierski piłkarz, występujący na pozycji pomocnika.
W 1998 wystąpił w 4 meczach reprezentacji Węgier.